# Från tidevarv till tidevarv
Från tidevarv till tidevarv är en psalm av Sam Gabrielsson som diktades år 1929 och musiken är tysk från 1753. Fjärde versen är hämtad ur Jobs bok 38:4 och Romarbrevet 11:33-36.

## Publicerad i
- Herren Lever 1977 som nummer 924 under rubriken "Tillsammans i världen - Jorden är Herrens" (endast vers fyra och fem).[1]
- Den svenska psalmboken 1937 som nummer 177 under rubriken "Ordet".
- Den svenska psalmboken 1986 som nummer 376 under rubriken "Ordet".